# زیارت سروها در لبنان
زیارت سروها در لبنان (مجاری: Zarándoklás a cédrusokhoz Libanonban; انگلیسی: Pilgrimage to the Cedars in Lebanon) یک نقاشی رنگ روغن از تیوادار چونتواری کوستکا، نقاش آوانگارد مجارستانی است که سال ۱۹۰۷ کشیده شد و اکنون در نگارخانه ملی مجارستان نگهداری می‌شود. او این نقاشی را در طی سفر طولانی‌اش به اقصانقاط‌جهان، در لبنان آفرید.
سرو در اسطوره‌شناسی مجارستان نماد باروری، و درخت دانش و زندگی دانسته می‌شود؛ زیارت سروها در لبنان از آثار نمادین هنر مجارستان است.